# ジャンルカ・ブシオ
ジャンルカ・ブシオ（Gianluca Busio、2002年5月28日 - ）は、アメリカ合衆国出身のサッカー選手。ヴェネツィアFC所属。ポジションはFW。

## クラブ経歴
2016年にスポルティング・カンザスシティのアカデミーに入団。
2017年8月、クラブとホームグロウンプレーヤー契約を結び、2004年のフレディー・アドゥー以来では最年少となるMLS所属選手となった。
2018年4月4日、ユナイテッドサッカーリーグに所属するリザーブチームのスウォープ・パーク・レンジャーズの試合にてスタメン入りしプロデビュー。7月28日にトップチームのFCダラス戦で途中出場しMLSデビュー。
2021年8月5日、ヴェネツィアFCと5年契約を締結したことが発表された。

## 代表歴
2019年10月、ブラジルで開催された2019 FIFA U-17ワールドカップ参加メンバーに選出された。
2021年7月11日、CONCACAFゴールドカップのハイチ代表戦で代表初出場。

## 人物
父親はブレシア生まれのイタリア人で、このためイタリア国籍も保持している。母親はアフリカ系アメリカ人。